# KFVS-Sendemast
Der KFVS-Sendemast (auch Raycom America Tower Cape Girardeau bezeichnet) ist ein 511,1 Meter hoher Sendemast für die Programme der lokalen Fernsehgesellschaft KFVS bei Cape Girardeau (Missouri) in den USA. Er gehörte dem US-Medienunternehmen Raycom Media, welches mittlerweile von Gray Television übernommen wurde.
Der Sendemast wurde 1960 zur Verbreitung von Fernsehprogrammen errichtet, die wegen der enormen Höhe des Sendemastes nicht nur in Missouri, sondern auch in Teilen von Illinois, Kentucky, Tennessee und Arkansas zu empfangen sind.
Der Mast war zum Zeitpunkt seiner Fertigstellung das höchste Bauwerk der Erde und zugleich das erste, das höher als 500 Meter war.